# 訃報 2016年12月
訃報 2016年12月（ふほう 2016ねん12がつ）では、2016年12月に物故した、又は物故が報じられた人物についてまとめる。

## (1日 - 15日)

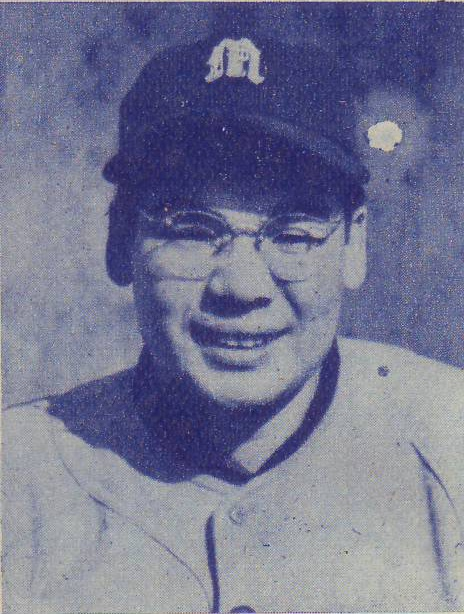
荒川博／12月4日没

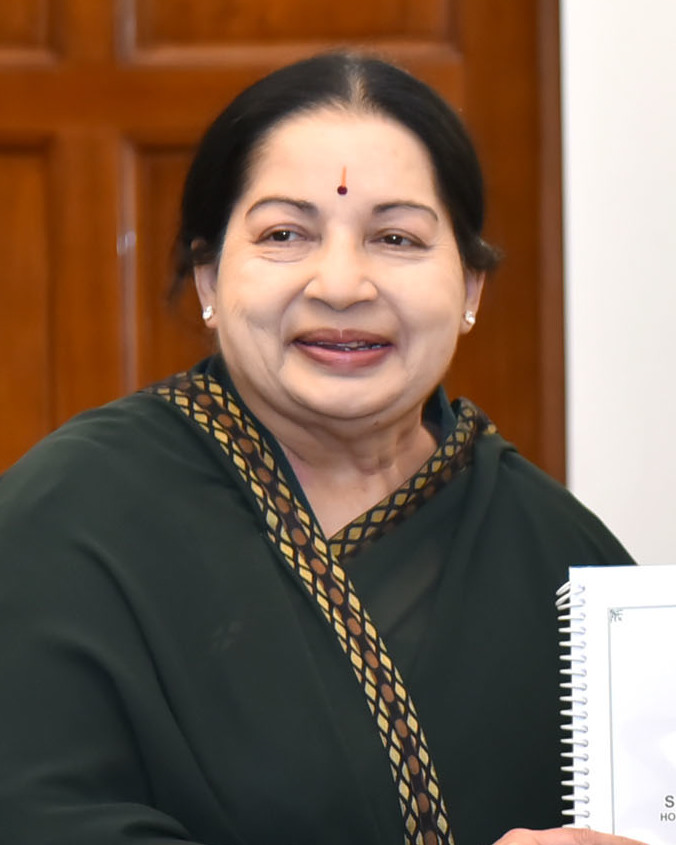
ジャヤラム・ジャヤラリター／12月5日没

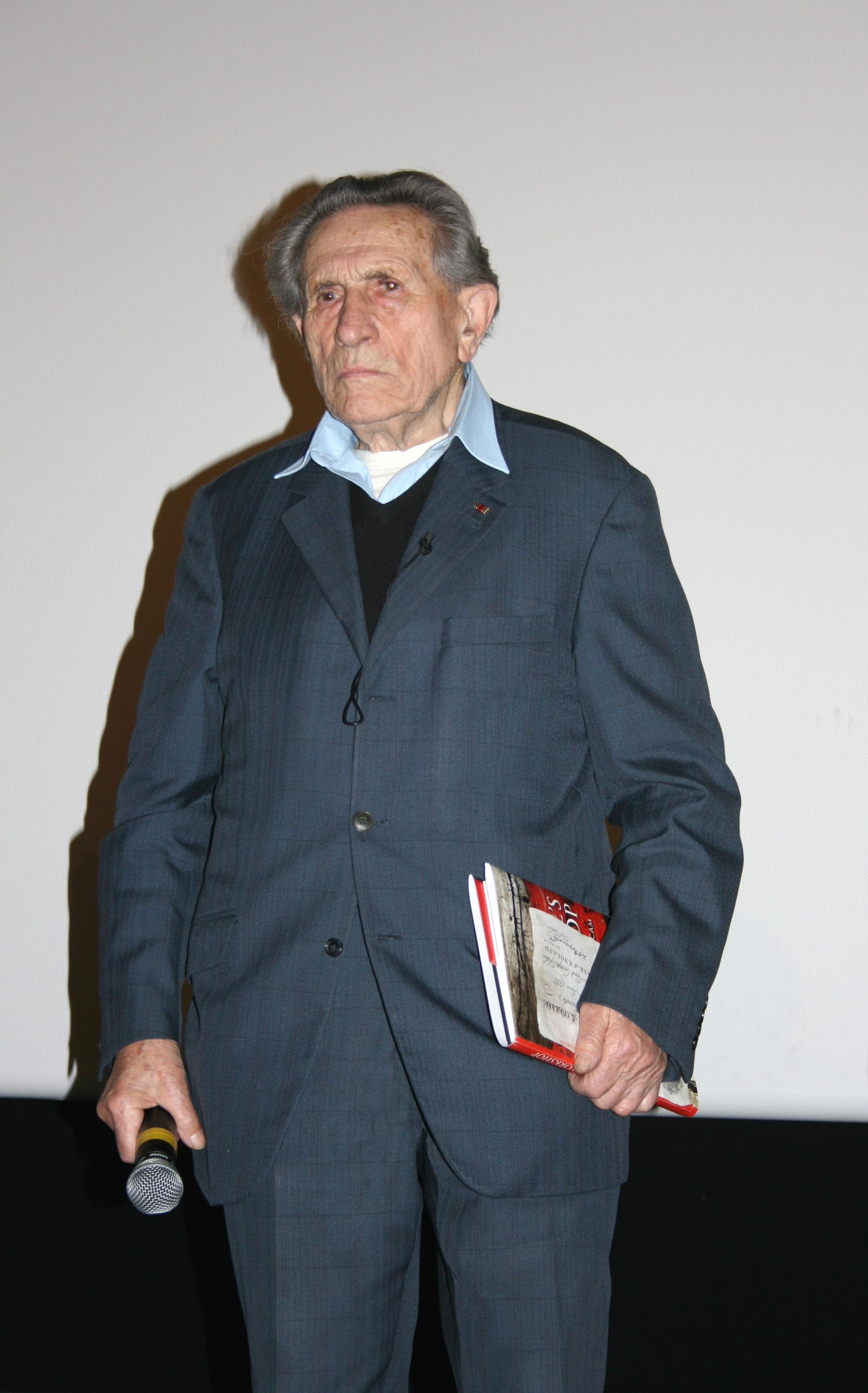
アドルフ・ブルガー／12月6日没

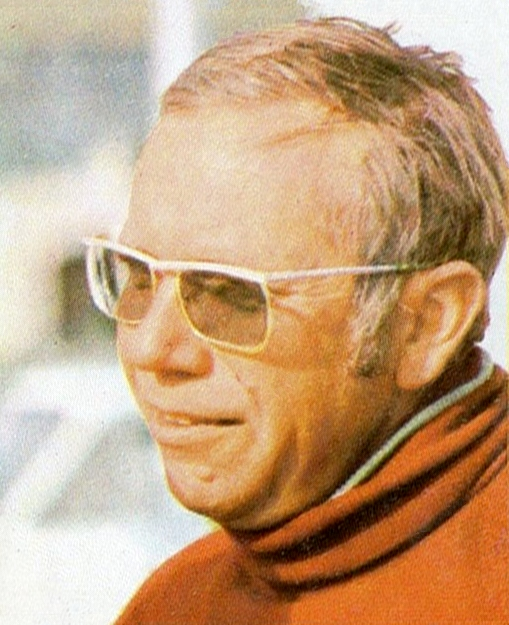
パウル・エルブストローム／12月7日没

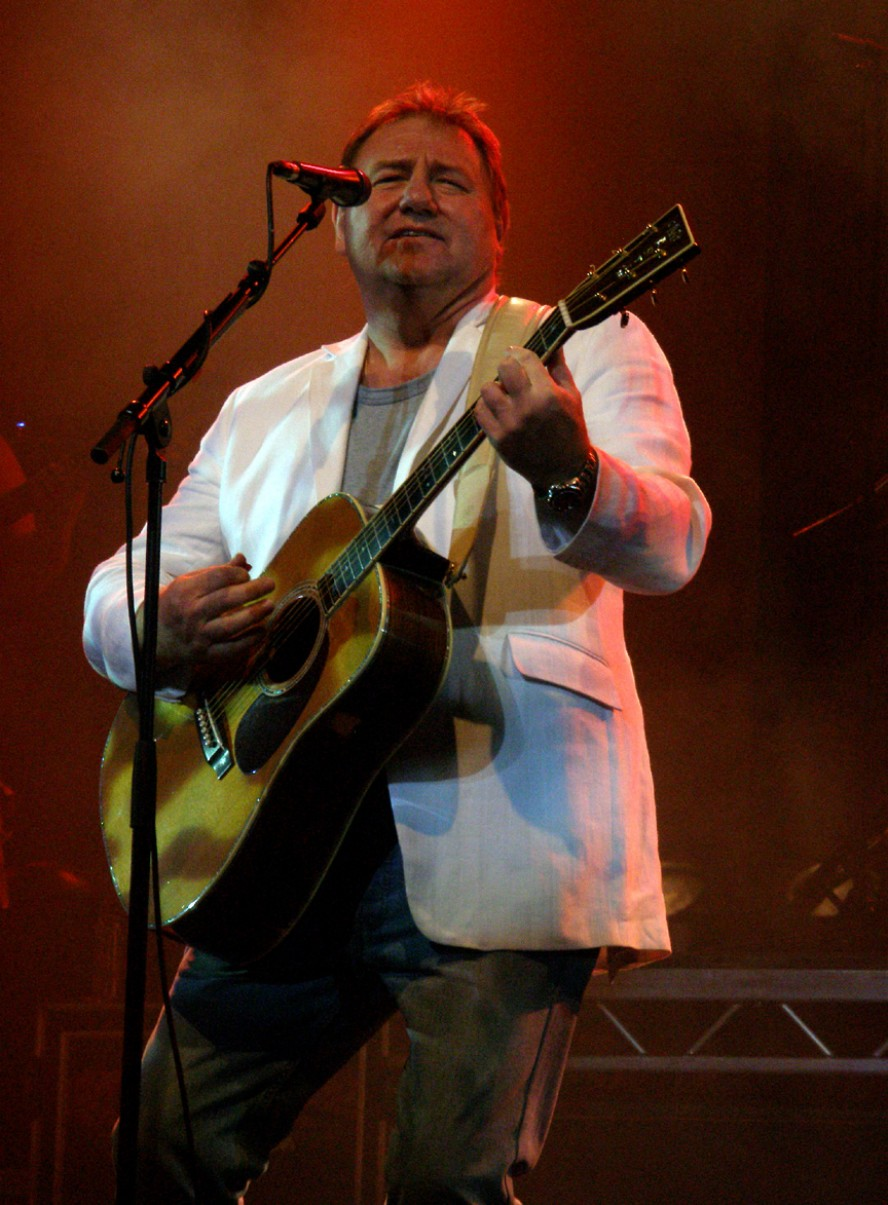
グレッグ・レイク／12月7日没

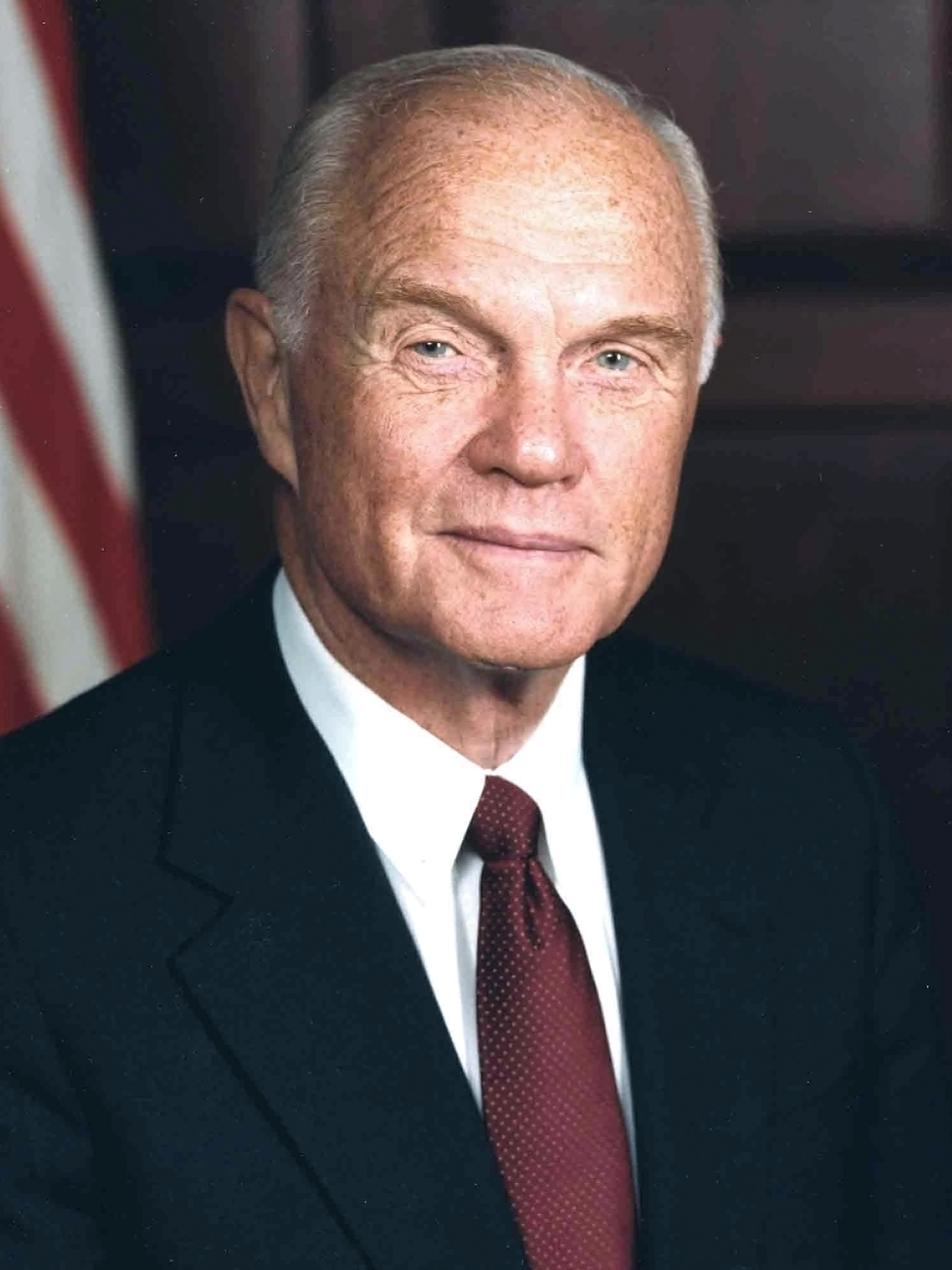
ジョン・ハーシェル・グレン／12月8日没

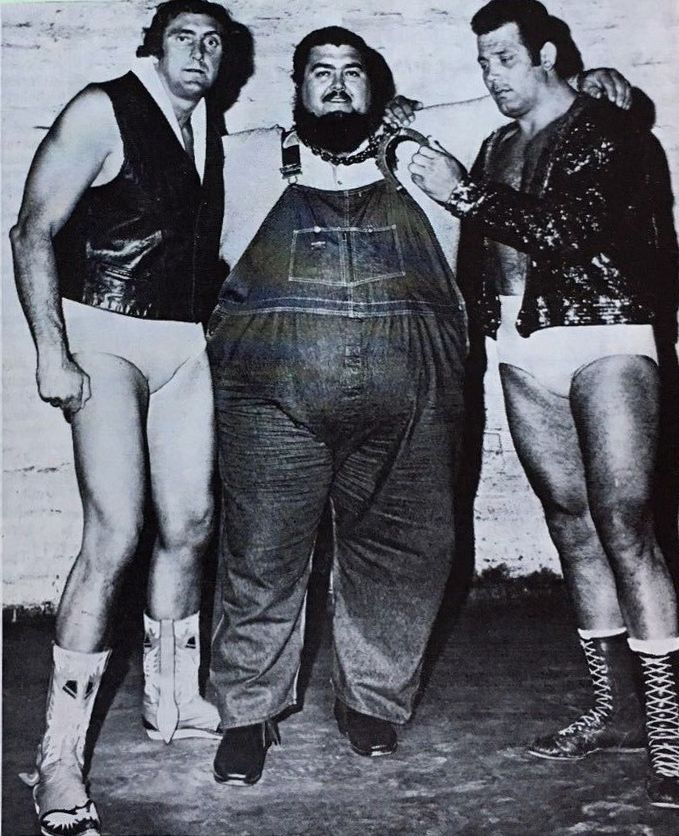
マリオ・ミラノ（右）／12月9日没

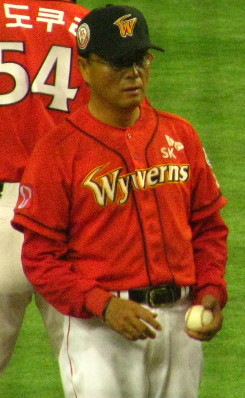
加藤初／12月11日没

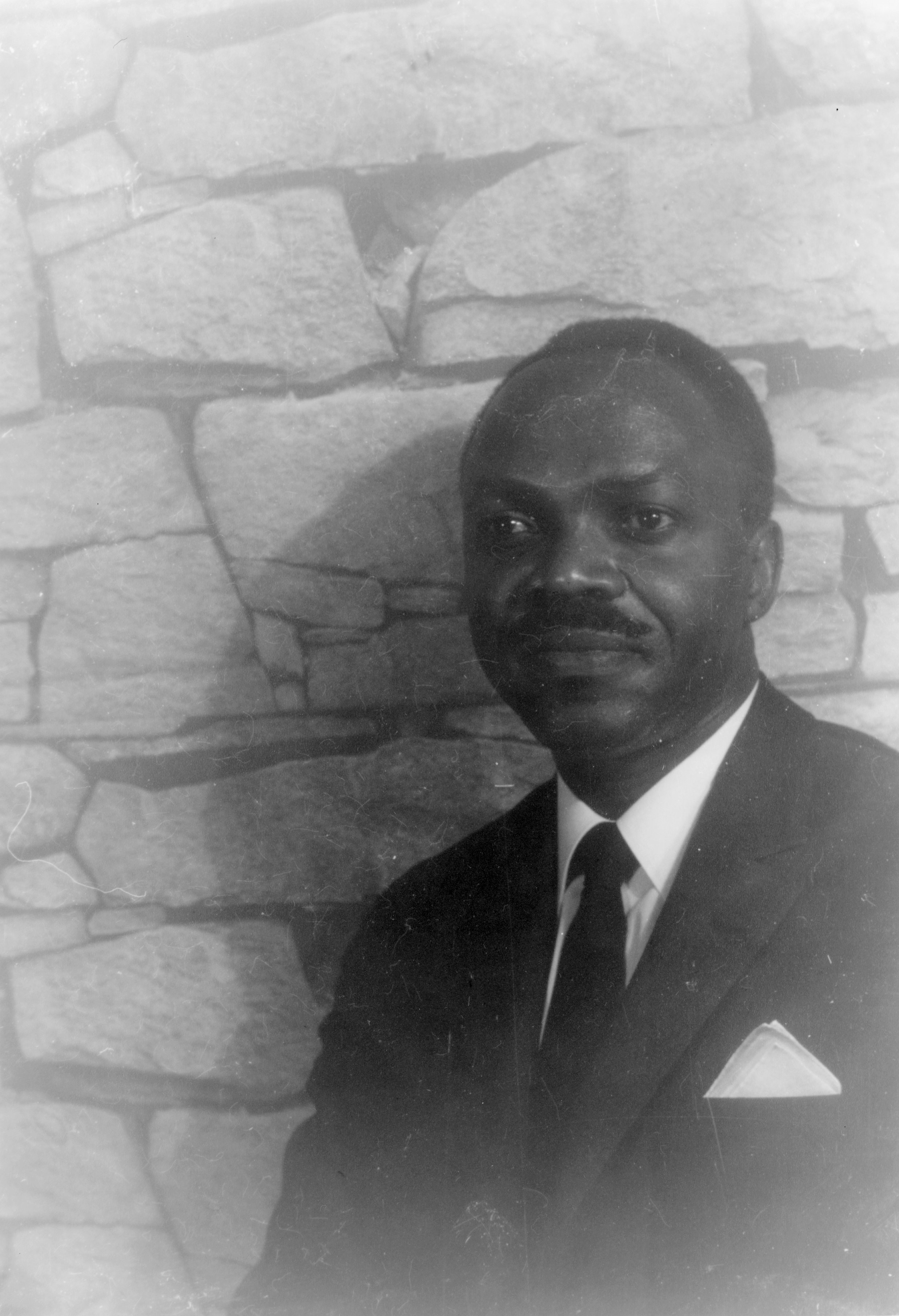
エドワード・R・ブレイスウェイト／12月12日没

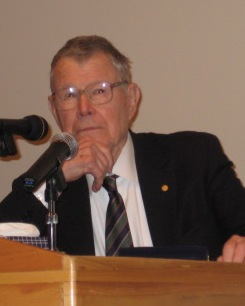
トーマス・シェリング／12月13日没

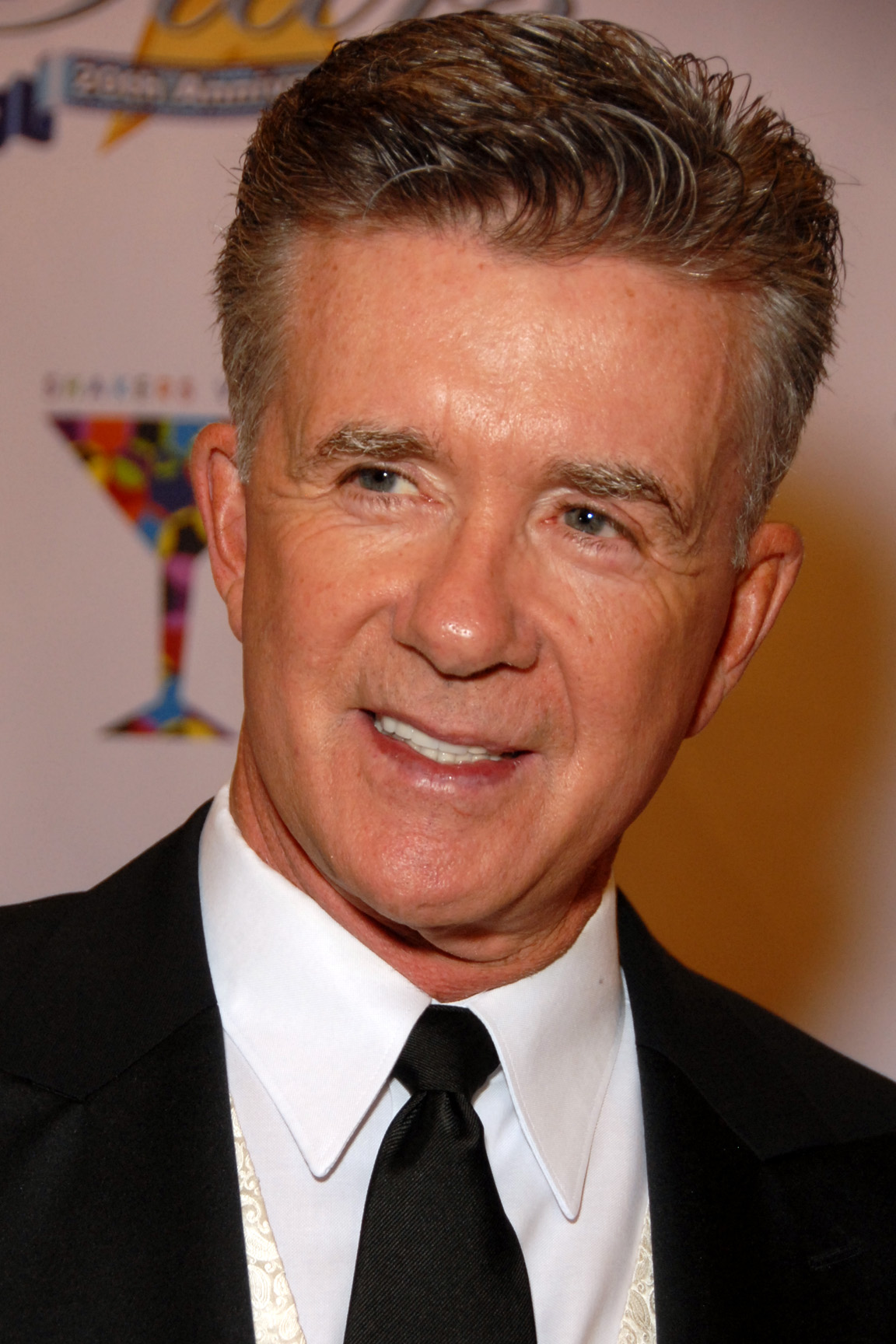
アラン・シック／12月13日没

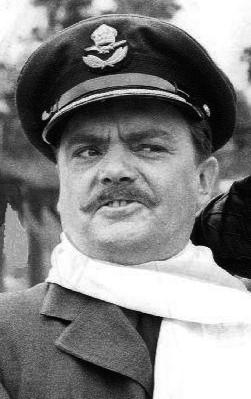
バーナード・フォックス／12月14日没

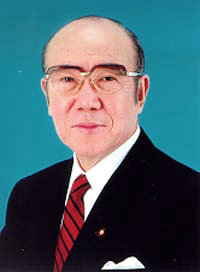
小里貞利／12月14日没

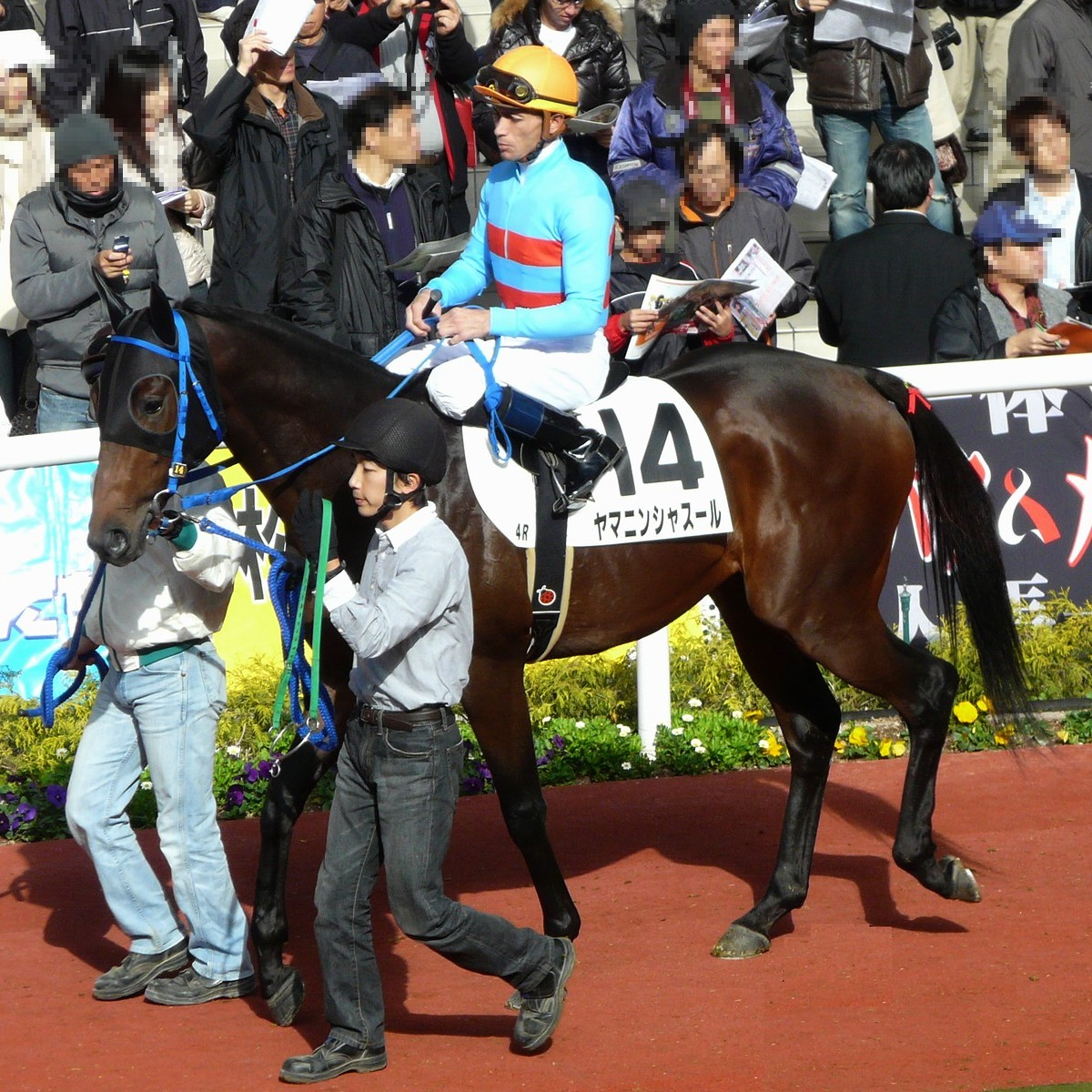
ギャレット・ゴメス／12月14日没

- 12月1日 - 木村栄一郎、日本の銀行家、元宮崎相互銀行社長（* 1918年）[1]
- 12月1日 - ウスマン・ソウ（フランス語版）、セネガルの彫刻家（* 1935年）[2]
- 12月1日 - 黒沢美香、日本のダンサー（* 1957年）[3]
- 12月2日 - サミー・リー (飛込競技)（英語版）、アメリカ合衆国の飛込競技選手（* 1920年）[4]
- 12月2日 - 野口元大、日本の国文学者、上智大学名誉教授（* 1929年）[5]
- 12月2日（発見日） - ルイス・カルロス・モンタルバン（英語版）、アメリカ合衆国の作家、退役軍人（* 1973年）[6]
- 12月3日 - 高橋壽夫、日本の元運輸官僚、第19代海上保安庁長官（* 1924年）[7]
- 12月4日 - 越賀義隆、日本の能楽師、観世流シテ方（* 1922年）[8]
- 12月4日 - 正田壤（wikidata）、日本の洋画家（* 1928年）[9]
- 12月4日 - 荒川博、日本の元プロ野球選手【大毎オリオンズ所属】、野球指導者、元ヤクルトスワローズ監督（* 1930年）[10]
- 12月4日 - マーガレット・ホイットン、アメリカ合衆国の女優（* 1949年）[11]
- 12月5日 - 武藤まき子、日本のアナウンサー、リポーター、元中国放送アナウンサー（* 1945年）[12]
- 12月5日 - ジャヤラム・ジャヤラリタ、インドの政治家、女優、タミル・ナードゥ州首相（* 1948年）[13]
- 12月5日 - 紺屋勝成、日本の実業家、元USEN取締役、南場智子ディー・エヌ・エー取締役会長の夫（* 1963年）[14]
- 12月5日 - 黒沢健一、日本のミュージシャン、音楽プロデューサー、L⇔Rボーカル（* 1968年）[15]
- 12月5日 - ラシャーン・サラーム（英語版）、アメリカ合衆国のフットボール選手、ハイズマン賞受賞者（* 1974年）[16]
- 12月6日 - アドルフ・ブルガー、スロバキアのジャーナリスト、ベルンハルト作戦従事者（* 1917年）[17]
- 12月6日 - ピーター・ヴォーン、イギリスの俳優（* 1923年）[18]
- 12月6日 - 藤善尚憲、日本の体育学者、天理大学名誉教授（* 1933年）[19]
- 12月6日 - 安藤仁介、日本の国際法学者、京都大学名誉教授（* 1935年）[20]
- 12月6日 - 安保徹、日本の医学者、新潟大学名誉教授（* 1947年）[21]
- 12月6日 - 高木長之助、日本の柔道家、日本大学柔道部総監督（* 1948年）[22]
- 12月6日 - ワレリー・ベリャコーヴィチ（ロシア語版）、ロシアの芸術監督、人民芸術家（* 1950年[23]
- 12月7日 - 市川健夫、日本の地理学者、東京学芸大学名誉教授（* 1927年）[24]
- 12月7日 - パウル・エルブストローム、デンマークのセーリング選手（* 1928年）[25]
- 12月7日 - 塩井末幸、日本の実業家、プレナス創業者、同社名誉会長（* 1931年）[26]
- 12月7日 - グレッグ・レイク、イギリス出身の歌手、ベーシスト、元キング・クリムゾン～エマーソン・レイク・アンド・パーマー等（* 1947年）[27]
- 12月7日 - ジュナイド・ジャムシェド（英語版）、パキスタンの元人気ポップ歌手（* 1964年）[28]
- 12月8日 - ジョン・ハーシェル・グレン、アメリカ合衆国の宇宙飛行士、政治家（* 1921年）[29]
- 12月8日 - 中津川衛、日本の俳優（* 1937年）[30]
- 12月8日 - ヴァルドン・ドウィヨゴ（英語版）、ナウルの政治家、保健・運輸相（* 1968年）[31]
- 12月8日 - 橋口靖正、日本のシンガーソングライター（* 1980年）[32]
- 12月9日 - 池上英雄、日本の物理学者、核融合科学研究所名誉教授、名古屋大学名誉教授（* 1932年）[33]
- 12月9日 - マリオ・ミラノ、イタリア出身のプロレスラー（* 1935年）[34][35]
- 12月10日 - 池原森男、日本の薬学者、大阪大学名誉教授（* 1923年）
- 12月10日 - 水野俊一、日本の土木工学者、近畿大学名誉教授（* 1923年）
- 12月10日 - 山本哲司、日本の実業家、元蒲郡信用金庫理事長（* 1931年?）[36]
- 12月10日 - 中村仲太郎、日本の歌舞伎俳優（* 1936年）[37]
- 12月10日 - 上杉雅彦、日本の実業家、神姫バス会長、日本バス協会会長（* 1944年）[38]
- 12月11日 - 内田修、日本の外科医、ジャズ愛好家（* 1929年）[39]
- 12月11日 - 宮本春樹、日本の元運輸官僚、第30代海上保安庁長官（* 1936年）[40]
- 12月11日 - 加藤初、日本の元プロ野球選手【西鉄ライオンズ、太平洋クラブライオンズ・読売ジャイアンツ所属】、野球解説者（* 1949年）[41]
- 12月12日 - エドワード・R・ブレイスウェイト、ガイアナの小説家（* 1912年）[42]
- 12月12日 - コンラド・ルーランド（英語版）、アメリカ合衆国のフットボール選手（* 1987年）[43]
- 12月13日 - 鶴澤友路、日本の人形浄瑠璃三味線奏者、人間国宝（* 1913年）[44]
- 12月13日 - トーマス・シェリング、アメリカ合衆国の経済学者、政治学者、ノーベル経済学賞受賞者（* 1921年）[45]
- 12月13日 - 東洋、日本の心理学者、東京大学名誉教授（* 1926年）[46]
- 12月13日 - 山本秀也、日本の実業家、元長野銀行頭取（* 1933年?）[47]
- 12月13日 - 石橋誠晃、日本の政治家、前愛知県常滑市長（* 1936年）[48]
- 12月13日 - アラン・シック、カナダの俳優（* 1947年）[49]
- 12月14日 - バーナード・フォックス、イギリスの俳優（* 1927年）[50]
- 12月14日 - 小里貞利、日本の政治家、元自民党衆議院議員、第21代総務庁長官、第55代労働大臣、元震災対策担当大臣、第41代自民党総務会長（* 1930年）[51]
- 12月14日 - 松田英、日本の英文学者、流通経済大学名誉教授（* 1947年）[52]
- 12月14日 - ギャレット・ゴメス、アメリカ合衆国の元騎手（* 1972年）[53]
- 12月15日 - 不動茂弥、日本の画家（* 1928年）[54]
- 12月15日 - 丸山昭、日本の漫画編集者、元少女クラブ編集長、元講談社取締役（* 1930年）[55]
- 12月15日 - 伊藤強、日本の音楽評論家（* 1935年）[56]
- 12月15日 - 岩下眞好、日本のドイツ文学者、音楽評論家、慶應義塾大学名誉教授（* 1950年）[57]
- 12月15日 - 井内秀治、日本のアニメーション監督、演出家、脚本家、原作者（* 1950年）[58]
- 12月15日 - クレイグ・セイガー（英語版）、アメリカ合衆国のリポーター（* 1951年）[59]
- 12月15日 - 伊東理昭、日本の俳優（* 1953年）[60]
- 12月15日 - ハーレー斉藤、日本の女子プロレスラー（* 1967年）[61]

## (16日 - 31日)

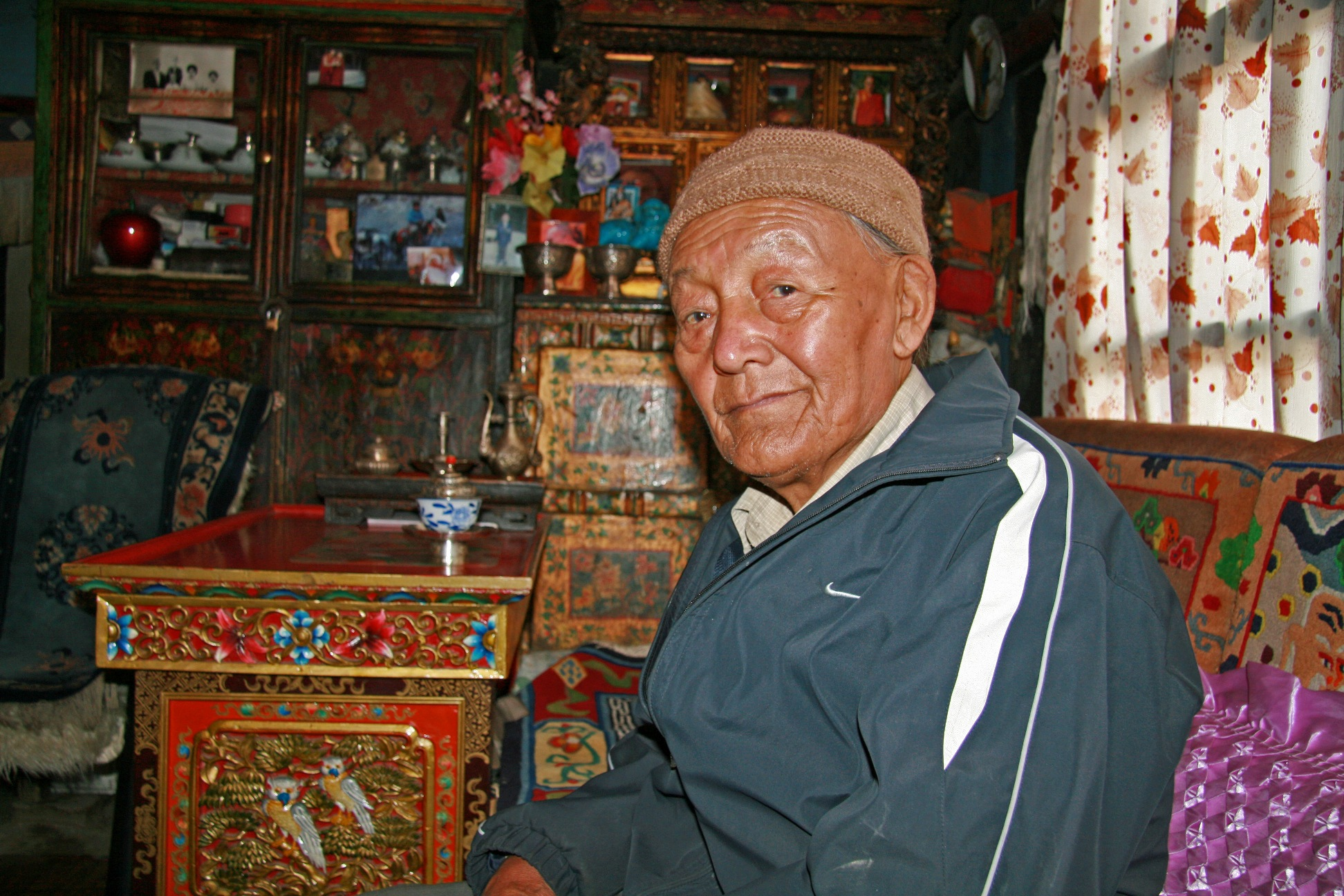
ジグメーパルバル・ビスタ／12月16日没

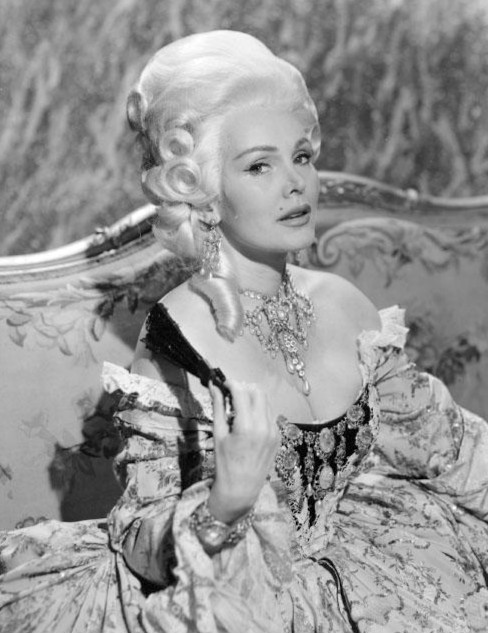
ザ・ザ・ガボール／12月18日没

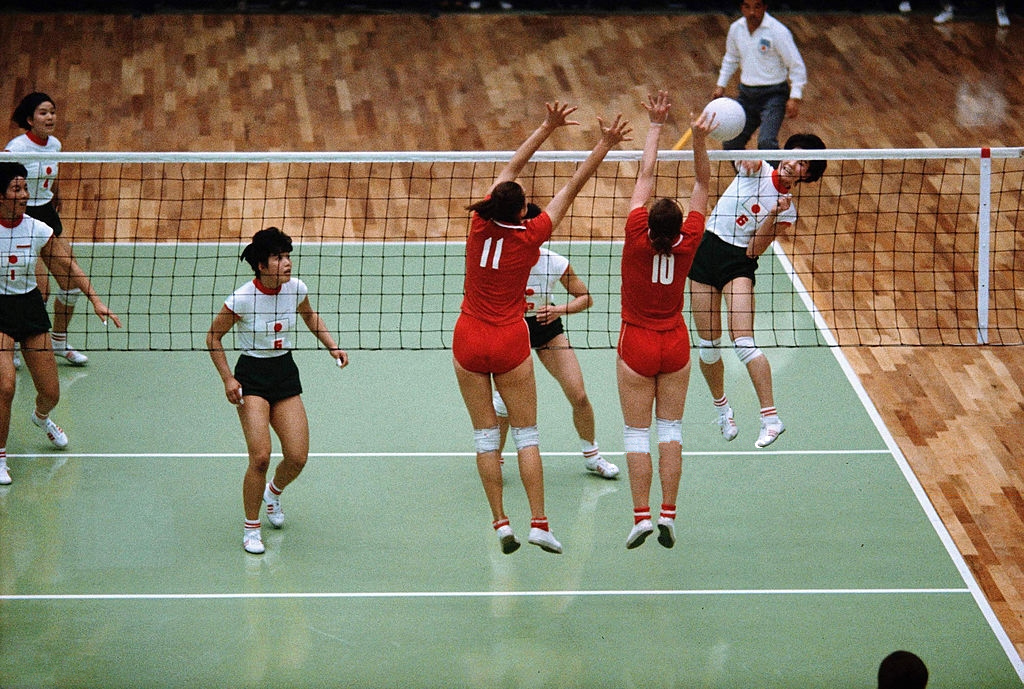
丸山サタ（ネットそば右）／12月18日没

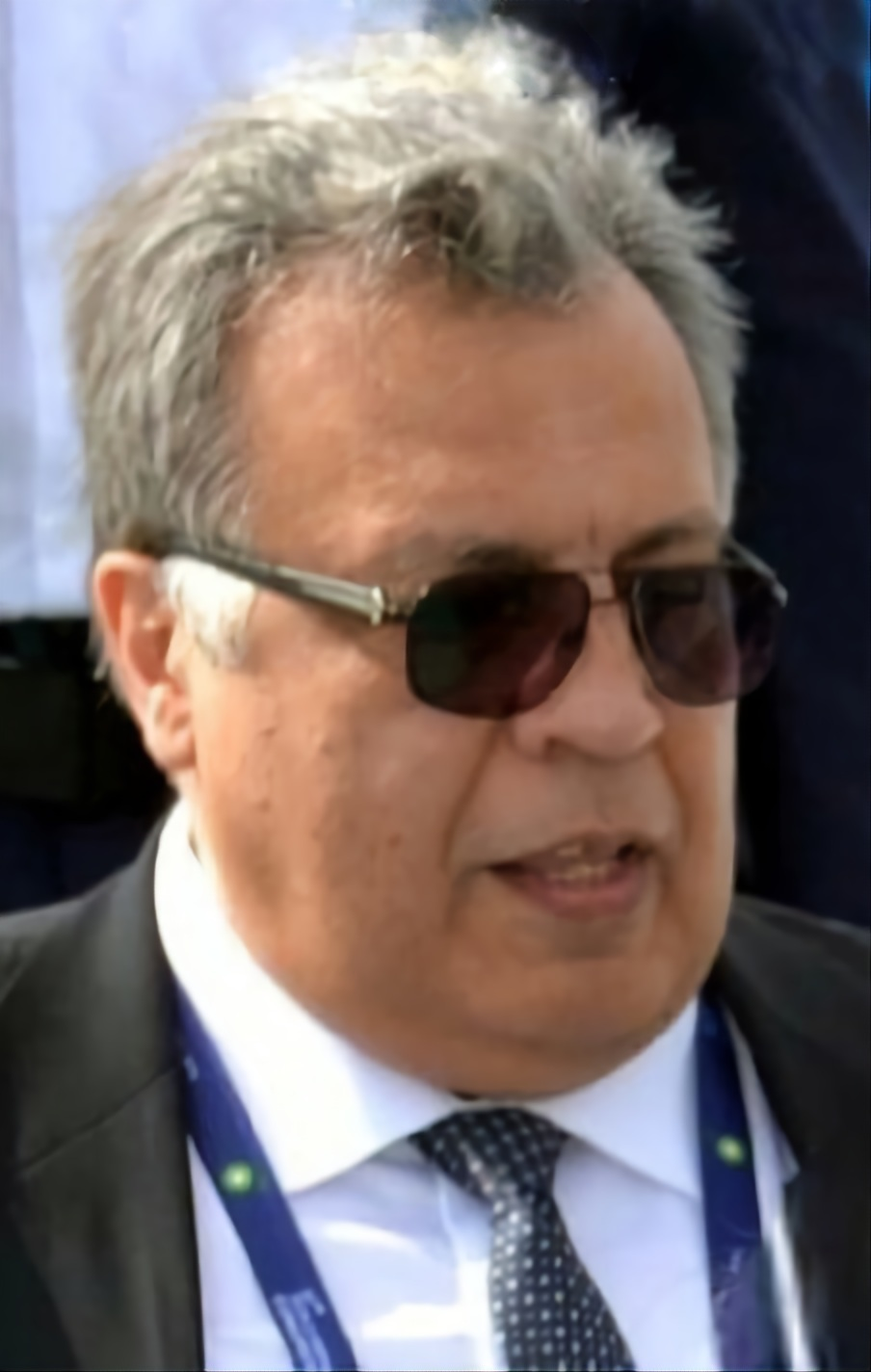
アンドレイ・カルロフ／12月19日没

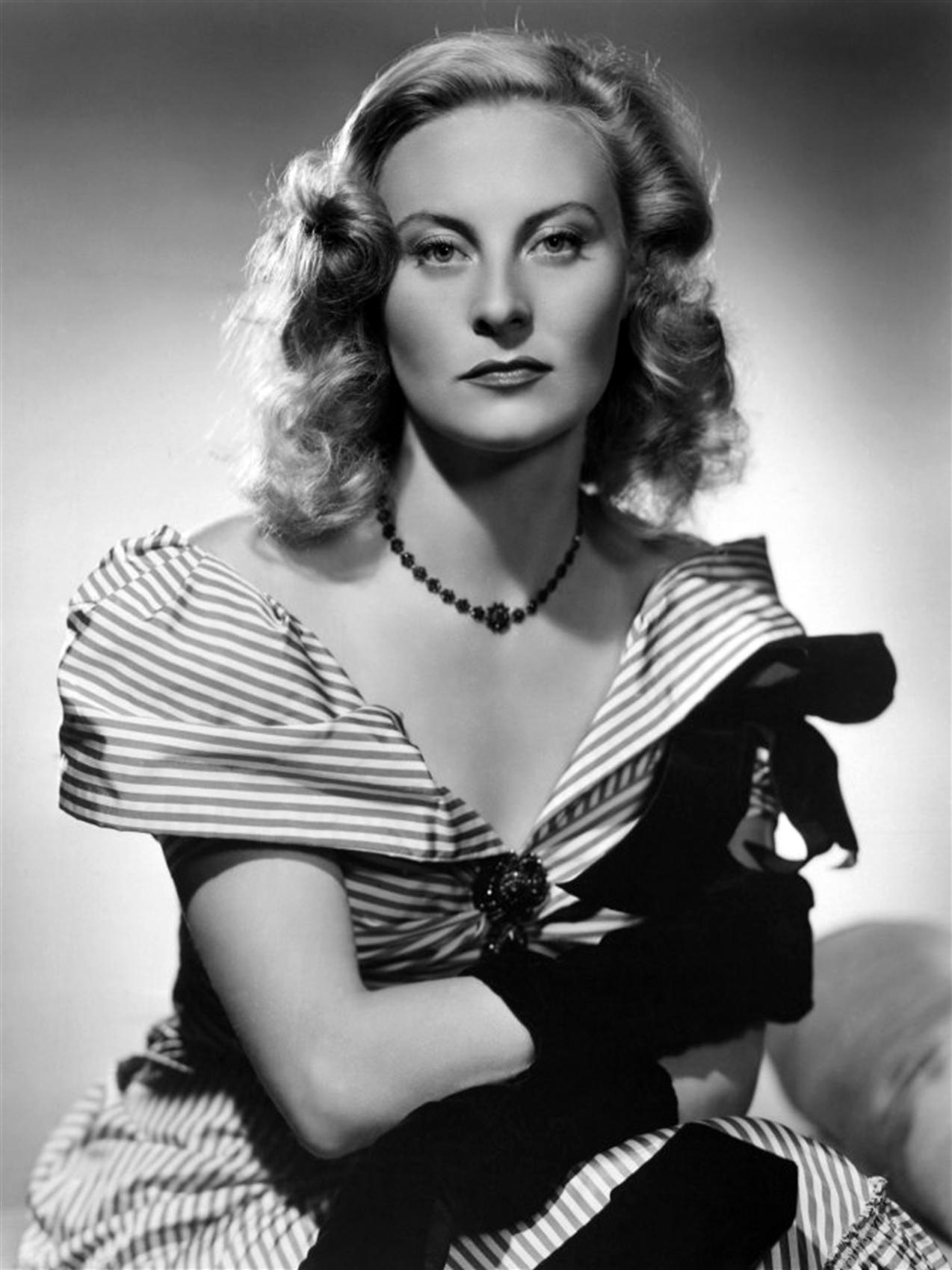
ミシェル・モルガン／12月20日没

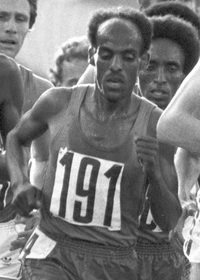
ミルツ・イフター／12月22日没

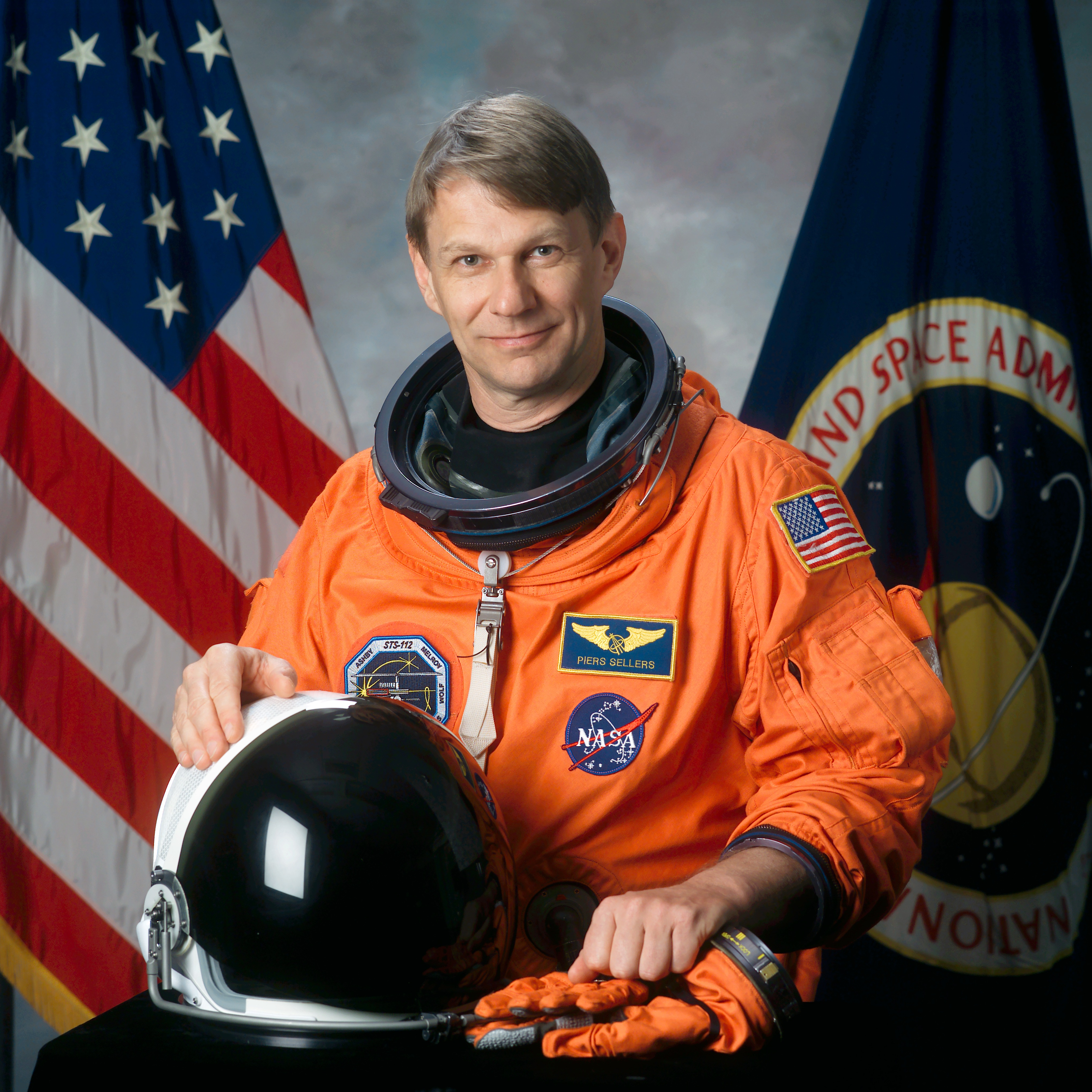
ピアーズ・セラーズ／12月23日没

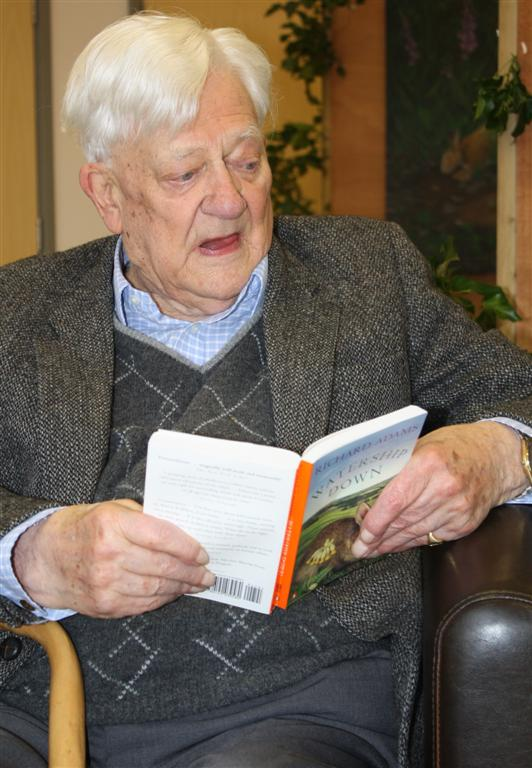
リチャード・アダムス／12月24日没

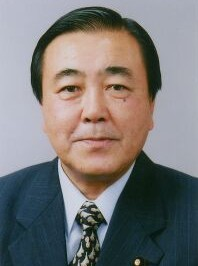
森下博之／12月24日没

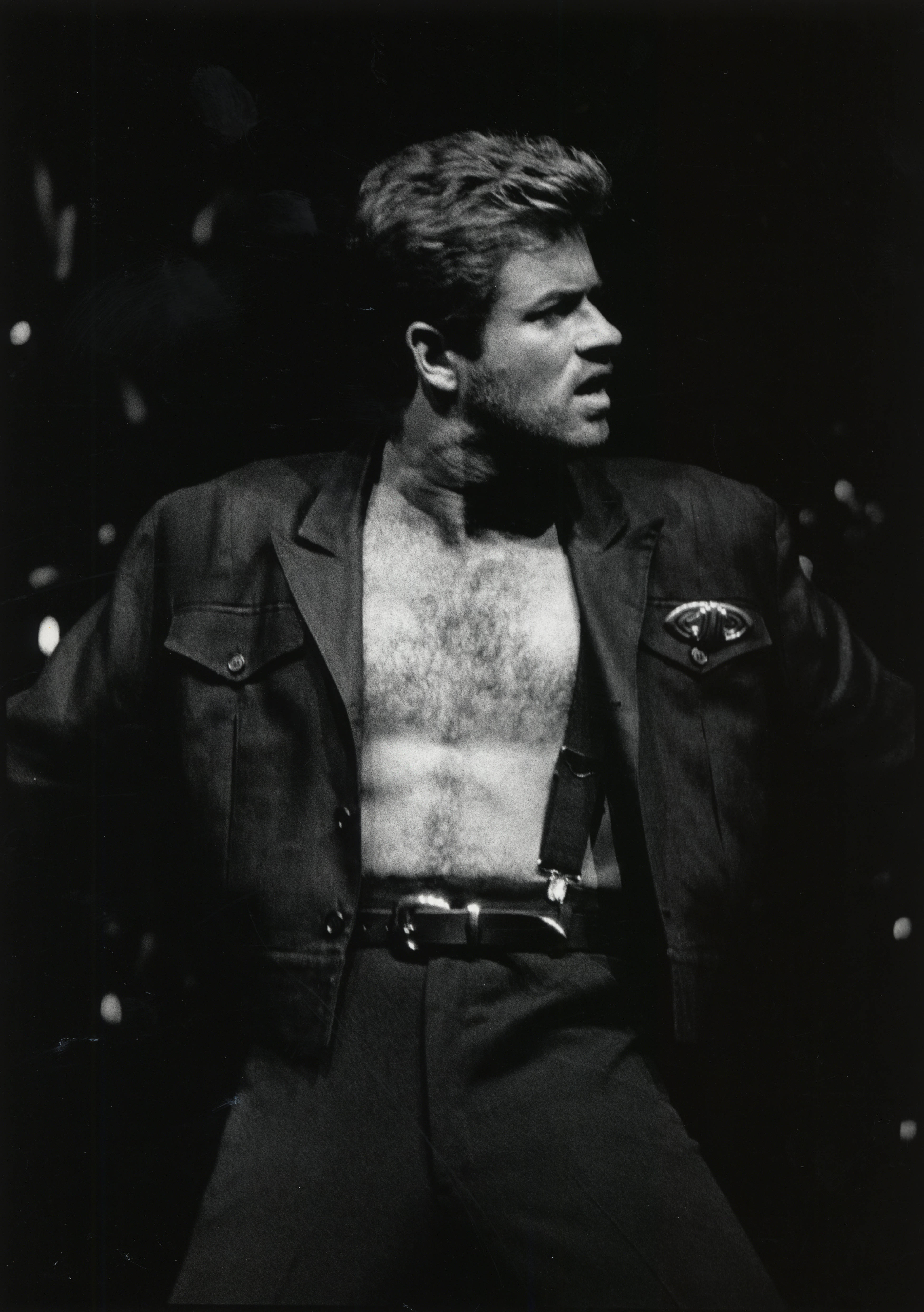
ジョージ・マイケル／12月25日没

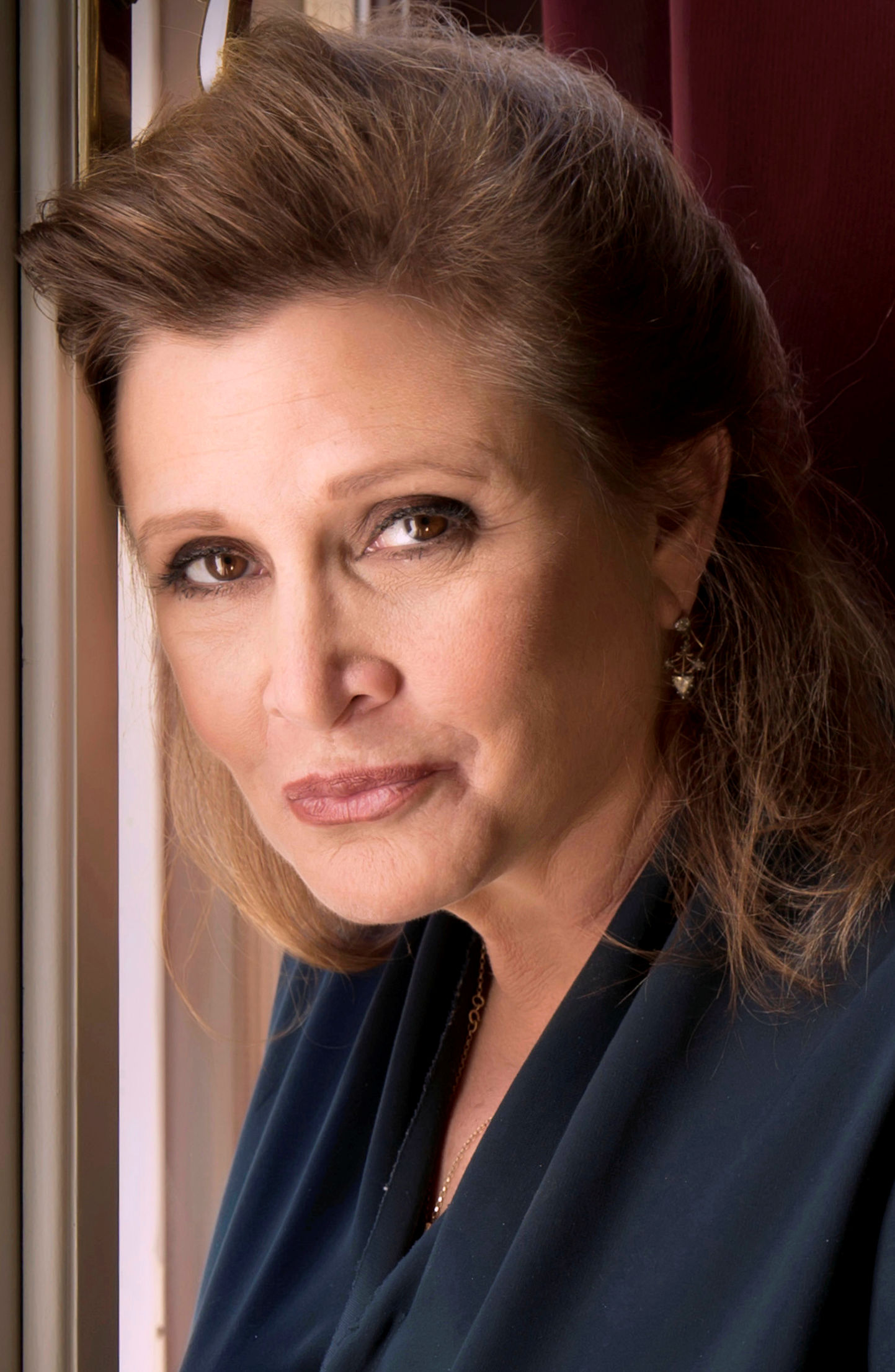
キャリー・フィッシャー／12月27日没

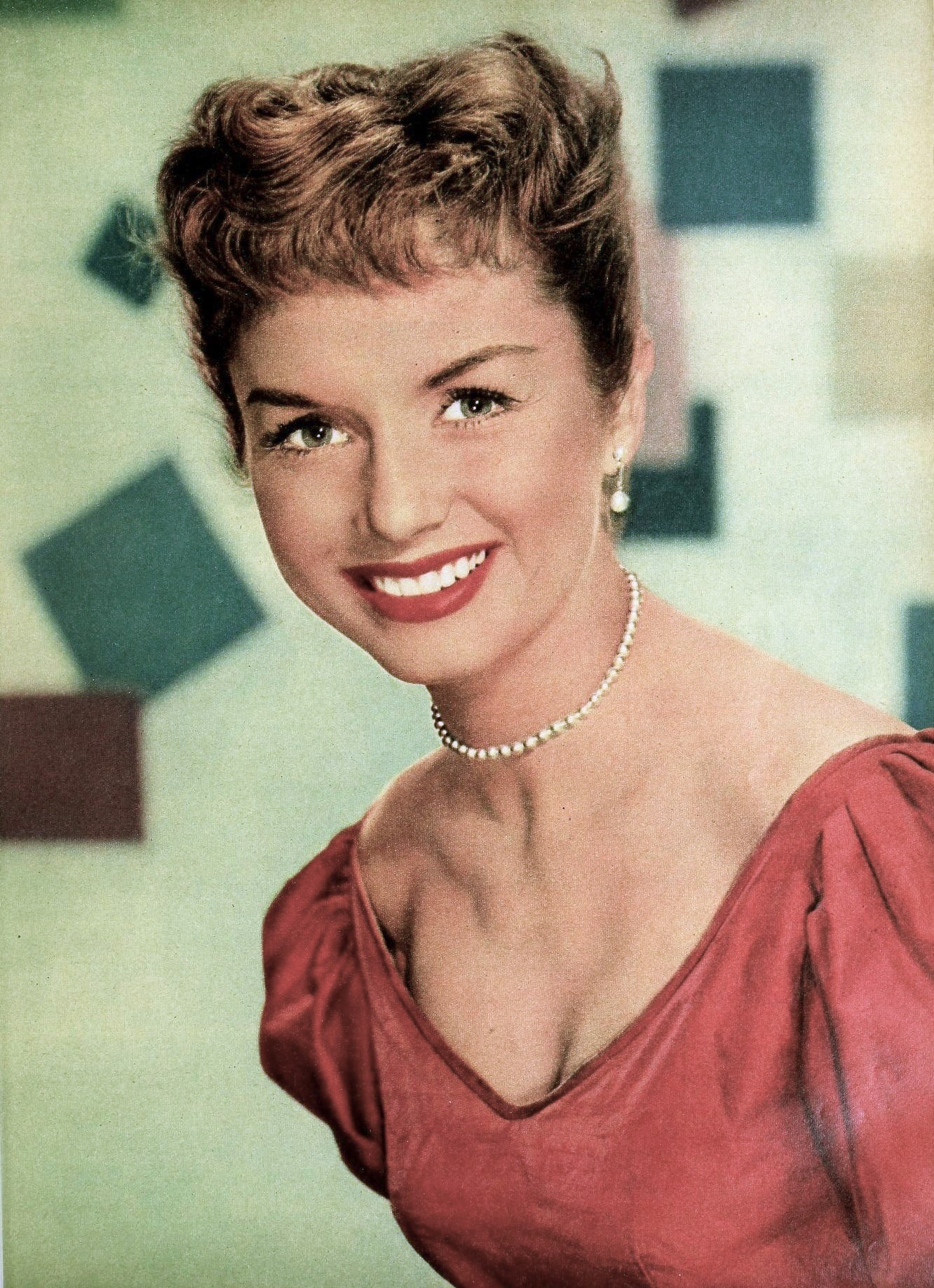
デビー・レイノルズ／12月28日没

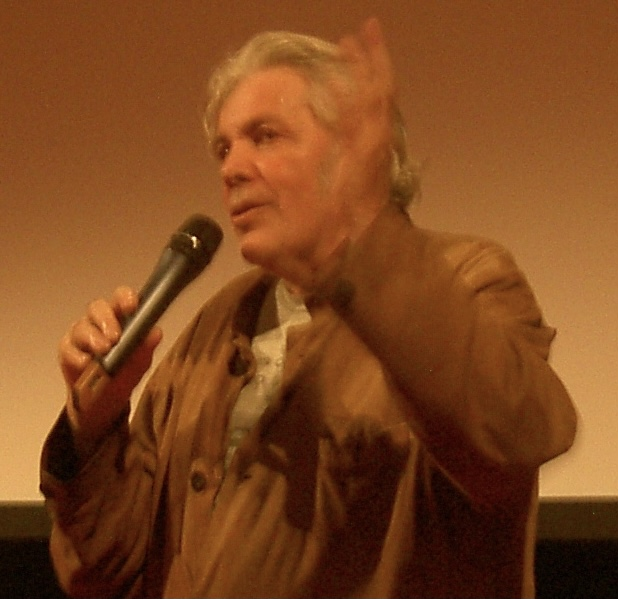
ピエール・バルー／12月28日没

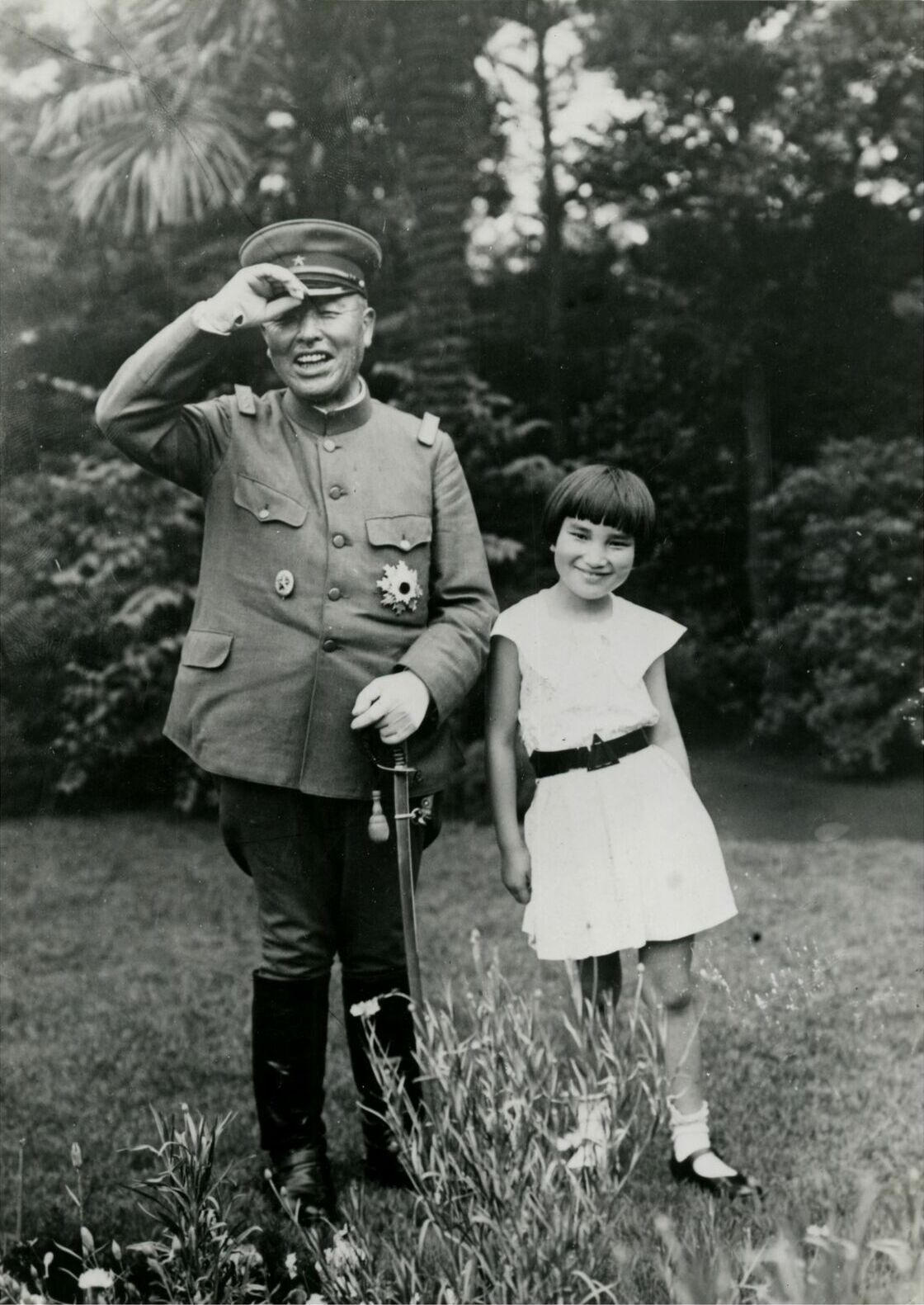
渡辺和子／12月30日没

- 12月16日 - 依田精一、日本の法学者、東京経済大学名誉教授（* 1928年）[62]
- 12月16日 - ジグメーパルバル・ビスタ、ネパールの元王族、第25代ムスタン王国国王（* 1930年）[63]
- 12月16日 - 島木譲二、日本のプロボクサー、お笑いタレント、俳優、吉本新喜劇（* 1944年）[64]
- 12月17日 - ヘンリー・ハイムリック、アメリカ合衆国の医師、ハイムリッヒ法考案者（* 1920年）[65]
- 12月17日 - 小笠原和男、日本の俳人（* 1924年）[66]
- 12月17日 - ゴードン・ハント（英語版）、アメリカ合衆国の映画監督、モーションキャプチャーディレクター（* 1929年）[67]
- 12月17日 - 伊藤巴子、日本の俳優（* 1931年）[68]
- 12月18日 - ザ・ザ・ガボール、アメリカ合衆国の俳優（* 1917年）[69]
- 12月18日 - 酒井新二、日本のジャーナリスト、共同通信社顧問、元社長、元日本記者クラブ理事長（* 1920年）[70]
- 12月18日 - 飯島厚、日本の実業家、元信越ポリマー社長（* 1922年）[71]
- 12月18日 - 和田貞夫、日本の政治家、元日本社会党衆議院議員（* 1925年）[72]
- 12月18日 - 神谷定男、日本の元プロ野球選手【東急フライヤーズ・東映フライヤーズ所属】（* 1931年）[要出典]
- 12月18日 - 森下洋一、日本の実業家、パナソニック相談役、元松下電器産業社長（* 1934年）[73]
- 12月18日 - 丸山サタ、日本の元バレーボール選手（* 1943年）[74][75]
- 12月18日 - 佐竹研一、日本の環境学者、元環境庁国立環境研究所酸性雨研究チーム総合研究官、元立正大学地球環境科学部教授（* 1945年）[76]
- 12月19日 - 濱川圭弘、日本の太陽光発電研究者、大阪大学名誉教授（* 1932年）[77]
- 12月19日 - 星屋益男、日本の実業家、元大同信号社長（* 1945年）[78]
- 12月19日 - アンドレイ・カルロフ、ロシアの外交官、駐トルコ大使（* 1954年）[79]
- 12月20日 - ミシェル・モルガン、フランスの女優（* 1920年）[80]
- 12月20日 - 山口礼郎、日本の工学者、元奈良教育大学教授（* 1928年?）[81]
- 12月21日 - 菅井えり、日本の歌手（* 1961年）[82]
- 12月22日 - 多田修、日本の電子工学者、徳島大学名誉教授（* 1922年）[83]
- 12月22日 - 粟津清蔵、日本の水理学者、日本大学名誉教授（* 1922年）[84]
- 12月22日 - エフゲニー・ジュガシヴィリ、ロシアの軍人、ヨシフ・スターリンの孫（* 1936年）[85]
- 12月22日 - 戸田忠男、日本の剣道家（* 1939年）[86]
- 12月22日 - ミルツ・イフター、エチオピアの長距離走選手（* 1944年）[87]
- 12月22日 - フランカ・ソッツァーニ（イタリア語版）、イタリアのファッション雑誌編集者、イタリア版ヴォーグ編集長（* 1950年）[88]
- 12月23日 - 上野洋、日本の実業家、元横浜冷凍社長（* 1941年）[89]
- 12月23日 - ヴェスナ・ヴロヴィッチ、セルビアの客室乗務員、JATユーゴスラビア航空機爆破事件生存者（* 1950年）[90][91]
- 12月23日 - ピアーズ・セラーズ、アメリカ合衆国の宇宙飛行士（* 1955年）[92]
- 12月24日 - リチャード・アダムス、イギリスの児童文学作家（* 1920年）[93]
- 12月24日 - 駒谷明、日本の政治家、元公明党衆議院議員（* 1930年）[94]
- 12月24日 - 國場幸房、日本の建築家、国建名誉会長（* 1939年）[95]
- 12月24日 - 森下博之、日本の政治家、元自由民主党参議院議員（* 1942年）[96]
- 12月24日 - リック・パーフィット（英語版）、イギリスのギタリスト、ロックバンド・ステイタス・クォー所属（* 1948年）[97]
- 12月24日 - 本西（英語版）、中国の歌手（* 1994年）[98]
- 12月25日 - 三星静子、日本の古ぎれコラージュ作家　(* 1913年)
- 12月25日 - ヴェラ・ルービン、アメリカ合衆国の天文学者（* 1928年）[99]
- 12月25日 - 篠原邦夫、日本の工学者、北海道大学名誉教授（* 1942年）[100]
- 12月25日 - ヴァレリー・ハリロフ、ロシアの軍人、音楽家、陸軍中将（* 1952年）[101]
- 12月25日 - 伊藤能、日本の将棋棋士（* 1962年）[102]
- 12月25日 - エリザベータ・グリンカ（英語版）、ロシアの人道支援者（* 1962年）[101]
- 12月25日 - ジョージ・マイケル、イギリスのシンガーソングライター、元ワム!（* 1963年）[103]
- 12月25日 - アントン・グバンコフ（英語版）、ロシアの官僚、国防省文化管理課課長（* 1965年）[101]
- 12月26日 - 加藤暠、日本の相場師（* 1941年）[104]
- 12月27日 - 一龍齋貞鳳、日本の講談師、タレント、政治家、元自由民主党参議院議員（* 1926年）[105]
- 12月27日 - ハンス・ティートマイヤー（英語版）、ドイツの銀行家、元ドイツ連邦銀行総裁（* 1931年）[106]
- 12月27日 - 高橋規男、日本の政治家、元秋田県中仙町長（* 1931年）[107]
- 12月27日 - キャリー・フィッシャー、アメリカ合衆国の女優、デビー・レイノルズの長女（* 1956年）[108]
- 12月28日 - グレゴリオ・アルバレス（英語版）、ウルグアイの軍人、政治家、元大統領（* 1925年）[109]
- 12月28日 - デビー・レイノルズ、アメリカ合衆国の女優、歌手、声優、キャリー・フィッシャーの母（* 1932年）[110]
- 12月28日 - ピエール・バルー、フランスの音楽家、俳優、映画監督、プロデューサー（* 1934年）[111]
- 12月29日 - 茂串俊、日本の官僚、第54代内閣法制局長官（* 1920年?）[112]
- 12月29日 - 篠塚昭次、日本の法学者、早稲田大学名誉教授（* 1928年）[113]
- 12月29日 - 山路洋平、日本の脚本家、放送作家（* 1934年?）[114]
- 12月29日 - 坪井主税、日本の平和学者、札幌学院大学名誉教授（* 1941年）[115]
- 12月29日 - 根津甚八、日本の俳優、演出家、脚本家（* 1947年）[116]
- 12月29日 - 沢田真史、日本の公認会計士、元日本公認会計士協会副会長（* 1949年?）[117]
- 12月29日 - オルガ・ウリアノヴァ、チリの歴史学者（* 1963年）[118]
- 12月30日 - タイラス・ウォン（英語版）、アメリカ合衆国のアニメーター（* 1910年）[119]
- 12月30日 - 本多波雄、日本の情報工学者、豊橋技術科学大学名誉教授、元同大学長（* 1922年）[120]
- 12月30日 - 田中敬、日本の官僚、元大蔵事務次官、元横浜銀行頭取（* 1923年）[121]
- 12月30日 - 正田陽一、日本の育種学者、東京大学名誉教授（* 1927年）[122]
- 12月30日 - 渡辺和子、日本の教育者、作家、ノートルダム清心学園理事長、カトリック修道女、二・二六事件の犠牲者渡辺錠太郎の次女(四人兄姉の末子)（* 1927年）[123]
- 12月30日 - アラン・ウィリアムズ（英語版）、イギリスのナイトクラブ経営者、ビートルズの初代マネージャー（* 1930年）[124]
- 12月30日 - 高野英男、日本の医師、高野病院院長（* 1935年）[125]
- 12月31日 - 奥田拓男、日本の薬学者、岡山大学名誉教授（* 1927年）[126]
- 12月31日 - ウィリアム・クリストファー（英語版）、アメリカ合衆国の俳優（* 1932年）[127]
- 12月31日 - 和田長久、日本の平和運動家、原水爆禁止日本国民会議専門委員（* 1932年）[128]
- 12月31日 - 小泉千秋、日本の教育者、元東京水産大学学長（* 1934年）[129]
- 12月31日 - 清元榮三、日本の清元節三味線奏者、人間国宝（* 1936年）[130]
- 12月31日 - 石坂敬一、日本の実業家、音楽ディレクター、ワーナーミュージック・ジャパン名誉会長、日本レコード協会顧問（* 1945年）[131]